# Cantone di Nive-Adour
Il cantone di Nive-Adour è una divisione amministrativa dell'arrondissement di Bayonne.
È stato costituito a seguito della riforma approvata con decreto del 25 febbraio 2014, che ha avuto attuazione dopo le elezioni dipartimentali del 2015.

## Composizione
Comprende i seguenti 10 comuni:
- Bardos
- Briscous
- Guiche
- Lahonce
- Mouguerre
- Saint-Pierre-d'Irube
- Sames
- Urcuit
- Urt
- Villefranque